# Філіп Крузенштерн

Філіп Крузіус фон Крузенштерн (нім. Philipp Crusius von Krusenstiern, швед. Filip Crusius von Krusenstjerna; 1597 або 1598, Айслебен, Магдебурзьке архієпископство — 10 квітня 1676, Ревель (Таллінн), Шведська Естляндія) — німецький і шведський дипломат. Засновник російського дворянського роду Крузенштернів.

## Життєпис
В 1633 герцог Гольштейн-Готторпський Фрідріх III відрядив його через Москву до Персії вести переговори про торговельні відносини з Гольштинією. Опис цієї торгово-дипломатичної місії склав секретар посольства і родич Крузіуса (вони були одружені з рідними сестрами) — Адам Олеаріус.
Перейшовши на шведську службу брав участь у посольстві, відправленому в 1655 до російського царя Олексія Михайловича з метою підтвердити Столбовський договір. До 1658 посольство було затримане в Москві; послам довелося винести ряд поневірянь і принижень.
У стокгольмському архіві зберігаються протоколи посольства і цікавий опис Московії, складене Крузіусом; він же склав докладне донесення про посольство. Матеріали, зібрані Крузіусом при його першій поїздці до Москви і Персії, лягли в основу опису Олеаріуса, який супроводжував його як секретар. Крузіусу належить також твір про місцеве право в Естляндії (нині — Естонія) — «Des Herzogtums Esthen Ritter — und Landrechte»), видане в 1821.